# 溫州日報
溫州日報是中華人民共和國浙江省溫州市的一份報紙，為中共溫州市委機關報。前身是1947年5月1日創辦於瑞安桂芬鄉的中共浙南特委機關報浙南周報。內容主要刊登新華社提供的新聞。1949年5月12日更名為浙南日報。1951年8月1日更名為浙南大眾。1955年1月1日更名為浙南大眾報。1956年4月1日更名為溫州日報。1957年3月1日恢復舊名浙南大眾報。1967年1月4日，浙南大眾停刊。此後浙南大眾陸續復刊、停刊、復刊。1972年10月14日，浙南大眾最終停刊。1980年5月1日，浙南日報復刊。1984年7月1日，浙南日報恢復舊名溫州日報。2004年6月，温州日报报业集团成立，下轄温州日报、温州晚报、温州都市报、温州商报、科技金融时报、温州新闻网（2000年12月30日開設）、温州人杂志、欧华联合时报等六报一网一刊。2007年，溫州日報推出数字报纸。2010年，溫州日報主辦网站瓯网。

## 外部連結
- 温州日报报业集团 （页面存档备份，存于）
- 甌網 （页面存档备份，存于）